# 鲌鱼碘泡虫
鲌鱼碘泡虫（学名：Myxobolus erythroculteri）为碘泡科碘泡虫属的动物。在中国，分布于湖北等地。营寄生生活，寄生于青梢红鲌的鳃中。